# アウグスト・プフィッツマイアー
アウグスト・プフィッツマイアー(アウグスト・フィッツマイヤー) （August Pfizmaier, 1808年3月16日 カールスバート（カルロヴィ・ヴァリ） - 1887年5月18日）はオーストリアの東洋学者。ヨーロッパにおける万葉集研究の開拓者。

## 経歴
カルロヴィ・ヴァリの宿屋の息子として生まれる。1835年にプラハで医学の学位を取得して故郷で湯治場の医師をしていたが、1838年からウィーンに定住して独学で諸言語を学び、語学の鬼としてその名はヨーロッパに広く知られた。ヨーロッパの主要言語のほか、トルコ語、アラビア語、コプト語、ペルシャ語、サンスクリットを習得し、その後、中国語、満州語、日本語に取り組んだ。アイヌ語についても、フィリップ・フランツ・フォン・シーボルトが持ち込んだ日本の資料を経由し習得し、辞書を編纂した。
1843年からウィーン大学で諸言語・文学の講師を務めた。1878年からオーストリア学士院会員に選ばれ、中国・日本の歴史・宗教・文学・生物に関する約180篇の論考を発表した。ウィーンに住みながら普仏戦争を知らなかったというくらい浮世離れしていた。新村出は「日本研究の先進三家」として、ヨハン・ヨーゼフ・ホフマン、レオン・ド・ロニーとプフィッツマイアーをあげているという。
1887年5月18日に死去。享年79歳。

## 日本文学の翻訳
ウィーンに移ったときに、ウィーンの王立図書館でフィリップ・フランツ・フォン・シーボルトが日本から持ち帰った60冊の日本の書物と出合い、その中から柳亭種彦の『浮世形六枚屏風』を選んで、1847年にドイツ語訳を出版する。これは初めて外国語に翻訳された日本文学と言われる。巻末には原本の覆刻もついており、覆刻を担当したウィーン大蔵省印刷局のアロイス・アウアーは歌川豊国の57枚の挿絵とともに日本語活字も製作し、印刷史的にも貴重な一冊となった。
文芸誌での評価は芳しくなかったが、ベストセラーになり、これをきっかけに、英語訳、イタリア語訳、フランス語訳も刊行された。本人によると、この翻訳のために4万語を収集して自身で辞書を作成しており、これはウォルター・ヘンリー・メドハーストの辞書（7000語）やシーボルトの辞書（2万語）よりも語彙数が多いという。
1851年に『日本古代詩の研究』を出版。1872年発表の「Beiträge zur Kenntnis der ältesten japanischen Poesie」は、万葉集の200首余りを訳出したものであり、ヨーロッパにおける万葉集研究の開拓的存在だといわれる。その他、約80の日本文学作品を訳した。

## 批判
ミハイル・ドブロトヴォルスキーは、プフィッツマイアーによるラ・ペルーズの辞書と上原熊次郎の『蝦夷方言藻汐草』を引用したアイヌ語辞書を批判している。ドブロトヴォルスキー曰く、プフィッツマイアーの誤りの源のひとつは引用した日本人のアイヌ語の発音・聞き取りの質の悪さにあるとし、アイヌと10年以上生活した日本人アイヌ語通訳ですらアイヌ語の発音は劣悪であったと語っている。

## 著書
- Sechs Wandschirme in Gestalten der vergänglichen Welt （1847年）
- Grammaire Turque （1847年）
- Untersuchungen über den Bau der Aino-Sprache （1851年）
- Die poetischen Ausdrücke der japanischen Sprache (1873年-1874年)
- Die Geschichte der Mongolenangriffe auf Japan （1872年）
- Der Feldzug der Japaner gegen Corea im Jahre 1597年 (1875年-1876年)
- Die älteren Reisen nach dem Osten Japans （1880年）
- Untersuchungen über Ainu-Gegenstande : Durchsicht der Aino Flora in : Sitzungsberichte der Akademie zu Wien （1883年）